# آرثر لويس براون
آرثر لويس براون (بالإنجليزية: Arthur Lewis Brown)‏ هو قاضي ومحامي أمريكي، ولد في 28 نوفمبر 1854، وتوفي في 10 يونيو 1928.